# Real People (album)
Pour les articles homonymes, voir Real People.
Albums de Chic
Les Plus Grands Succès de Chic: Chic's Greatest Hits
(1979) Take It Off
(1981)
Singles
1. Rebels Are We
Sortie : 13 juin 1980
2. Real People
Sortie : 29 septembre 1980

Real People est le quatrième album studio du groupe américain Chic, sorti le 30 juin 1980 chez Atlantic Records. Il est écrit et réalisé par Nile Rodgers et Bernard Edwards. L'album contient les singles Rebels Are We et Real People. Le titre 26 est sorti en single au Royaume-Uni uniquement.
Aux États-Unis, l'album a atteint la 30e place du classement d'albums Billboard 200, la 8e place du classement R&B et la 29e place du classement disco. Il atteint également le top 40 en Norvège et en Suède.

## Liste des titres
Toutes les chansons sont écrites et composées par Bernard Edwards et Nile Rodgers..
| No  | Titre                  | Durée |
| --- | ---------------------- | ----- |
| A1. | Open Up                | 3:52  |
| A2. | Real People            | 5:20  |
| A3. | I Loved You More       | 3:06  |
| A4. | I Got Protection       | 6:22  |
| B1. | Rebels Are We          | 4:53  |
| B2. | Chip Off the Old Block | 4:56  |
| B3. | 26                     | 3:57  |
| B4. | You Can't Do It Alone  | 4:39  |

## Crédits
Crédits provenant de Discogs.
| Musiciens - Luci Martin – chant principal (A2, A3, B1) - Alfa Anderson – chant principal (A4, B2) - Fonzi Thornton – chant principal (B4) - Michelle Cobbs – chant - Nile Rodgers – guitare, chant - Andy Schwartz – claviers - Raymond Jones – claviers - Bernard Edwards – guitare basse ; chant principal (B3) - Tony Thompson – batteries - Sammy Figueroa – percussion - The Chic Strings : - Valerie Haywood – cordes - Cheryl Hong – cordes - Karen Milne – cordes - Gene Orloff – chef d'orchestre | Production - Bernard Edwards – réalisateur pour Chic Organization Ltd. - Nile Rodgers – réalisateur pour Chic Organization Ltd. - Bob Clearmountain – ingénieur du son - Lucy Laurie – ingénieur du son adjoint - Jeff Hendrickson – ingénieur du son adjoint - Garry Rindfuss – ingénieur du son adjoint - Dennis King – mastering - Bob Defrin – direction artistique - Bob Kiss – photographie - Toutes les chansons sont enregistrées et mixées à la Power Station, ville de New York. - Masterisé aux Atlantic Studios, NY. |

## Classements hebdomadaires
| Classement (1980)                        | Meilleure position |
| ---------------------------------------- | ------------------ |
| États-Unis (Billboard 200)               | 30                 |
| États-Unis (Top Dance/Electronic Albums) | 29                 |
| États-Unis (Top R&B/Hip-Hop Albums)      | 8                  |
| Norvège (VG-lista)                       | 33                 |
| Suède (Sverigetopplistan)                | 19                 |